# Epinotia granitana
Epinotia granitana es una especie de polilla del género Epinotia, categorizada en la tribu Eucosmini, de la subfamilia Olethreutinae.

## Distribución
Se distribuye por Europa: en República Checa y Alemania.

## Taxonomía
Fue descrita por Herrich-Schaffer en 1851.
Tratamiento taxonómico
La especie aparece registrada y publicada en Syst. Bearbeitung Schmett. Eur. 4: 280.